# Эффективная доза (фармакология)
Эффективная (точнее полуэффективная) доза (ЭД50, ED50) — доза вещества, которая обеспечивает требуемый результат у половины (50%) используемых в эксперименте единиц: людей, животных, клеток и т.д. Применительно к ядам вырождается в понятие полулетальной дозы (LD50).
Само понятие эффективная доза чаще относится к так называемой медианной дозе ЭД50, хотя, к примеру, ЭД95 (доза, вызывающая надлежащий эффект у 95% популяции) более применима в области анестезии.
Определение и расчёт эффективных доз основывается на методах статистики. Понятие доза — одно из центральных в токсикологии.